# Скерування

Конструкція пошукової і видобувної свердловини на газ. Вгорі показано скерування.

Скерування (рос. направление; англ. direction; нім. Steuerung f) — елемент конструкції свердловини — зовнішня обсадна колона великого діаметра i довжиною 20—40 м, призначена для попередження від розмивання сипких верхніх шарів порід.